# Bataille de Ryesgade

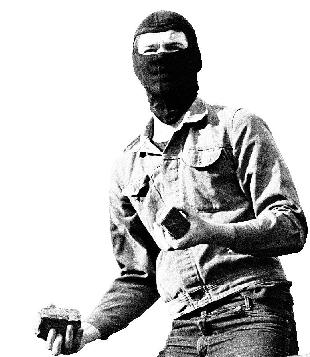
Plutôt mourir debout que vivre à genoux ! (devise des squatters de Ryesgade).

La bataille de Ryesgade désigne une série de combats de rue à la mi-septembre 1986, dans la rue Ryesgade à Copenhague. Cet évènement fut le plus violent de longue date entre la municipalité de Copenhague et la communauté de squatteurs de la ville.
Faisant face à un ultimatum ordonnant leur départ du bâtiment occupé illégalement au risque de se faire évacuer manu militari par la police, les squatteurs avaient préféré fortifier les rues alentour et y dresser des barricades au point de faire de la zone autour du bâtiment une « zone sans police ». Dans cette zone, un bâtiment appartenant à Sperry Corporation, une multinationale américaine impliquée dans la construction d'armes, fut incendié par les activistes. Un des activistes expliqua : « Il n'est pas suffisant de parler. L'amour est une bataille. Nous luttons contre le mal-logement et la gentrification, mais aussi contre les États-Unis, l'Afrique du Sud et le capitalisme pour montrer notre solidarité. Certains d'entre nous ont été travailler au Nicaragua. Maintenant, la bataille est ici ». Neuf jours durant, la police va chercher à déloger les occupants sans y parvenir. Les désordres et émeutes atteignirent une magnitude jamais vue au Danemark. Face aux menaces d'intervention de la police armée de fusils mitrailleurs et de bulldozers pour détruire les barricades, les activistes préférèrent partir, et ils parvinrent à se disperser sans être interpellés.

## Contexte
Dans les années 1980, la municipalité de Copenhague et les propriétaires fonciers entrèrent dans un conflit tant idéologique que violent avec le mouvement squat de Copenhague (Mouvement BZ). À cette époque, les squatteurs danois s'étaient organisés en mouvement solide et actif. Des groupes de jeunes commencèrent à occuper des bâtiments vides pour en faire des logements, des centres culturels et sociaux alternatifs. Ces groupes rassemblaient à la fois des punks, des activistes de gauche, des jeunes chômeurs, pour la plupart issus du quartier populaire de Nørrebro.

La situation économique que connaissait le Danemark était alors un fort taux de chômage ainsi que des problèmes de logement, en particulier à Copenhague. Dans les années 1970, la mairie de Copenhague emmenée par le maire social-démocrate, Ego Weidekamp, avaient commencé un processus de relogement des personnes vivant dans les quartiers pauvres de Copenhague. Ce processus impliquait la destruction d'une partie importante des vieux quartiers entourant le centre-ville. Toutefois, l'objectif d'augmenter le niveau des conditions de vie des classes populaires eut l'effet inverse, les nouvelles maisons étant bien souvent beaucoup trop chères pour permettre aux classes populaires de s'y installer. Certains furent alors relogés temporairement à d'autres endroits de la ville, mais quand ils voulaient retourner dans leurs anciennes maisons, le loyer était devenu trop élevé pour eux. Cela donna lieu à un mouvement de colère à l'encontre de la mairie de Copenhague, les habitants ayant le sentiment que les décisions concernant leurs vies étaient prises sans qu'ils n'aient un mot à dire. Les plans de la mairie laissèrent également des bâtiments vieux et usés, mais toujours utiles, pendant que de nombreux jeunes étaient sans emploi et sans logement. Tous ces facteurs ouvrirent la voie au mouvement squat à Copenhague.

## Ryesgade 58
En 1983, un groupe de squatteurs occupe et prend le contrôle d'une maison vide au numéro 58 de la rue Ryesgade. Les squatteurs, pour certains très expérimentés, occupèrent le bâtiment discrètement, petit à petit et par petits groupes, afin de ne pas se faire repérer. Le plan réussit, et après plusieurs mois, ils avaient établi un squat très organisé. Chaque étage était occupé par un collectif différent. Ils améliorèrent les conditions de vie dans l'immeuble, et Ryesgade 58 devint bientôt une sorte de quartier général non officiel du mouvement squat à Copenhague. C'était un centre d'activités politiques, et l'immeuble accueillait généralement les squatteurs étrangers venant visiter Copenhague. Peu après l'occupation de Ryesgade 58, d'autres squats furent ouverts à Copenhague comme Kapaw (à Østerbro), Baldersgade 20 ("Bumzen" à Nørrebro), Bauhaus...